# Мезола (Форли-Чезена)
Мезола (итал. Mesola) је насеље у Италији у округу Форли-Чезена, региону Емилија-Ромања.
Према процени из 2011. у насељу је живело 98 становника. Насеље се налази на надморској висини од 20 м.